# Ашкеров Андрій Юрійович
Андрій Юрійович Ашкеров (нар. 9 червня 1975, Москва) — російський філософ і політолог, публіцист. Доктор філософських наук (2005), кандидат політичних наук (2001), професор.

## Біографія
Закінчив з відзнакою філософський факультет МДУ, де навчався на денному у 1992-97 роках. У 2000 році там же закінчив аспірантуру і в 2001 році під науковим керівництвом А. С. Панарін) захистив дисертацію на здобуття наукового ступеня кандидата політичних наук за темою «Людська ідентичність як предмет політичної теорії (на прикладі розгляду античного „людини політичного“)».
У 1998-2001 рр. викладач кафедри теоретичної політології філософського факультету МДУ, з 2001 року-доцент кафедри соціальної філософії того ж факультету. Звання доцента по цій кафедрі (2006).
У 2001-2003 рр. науковий співробітник сектору соціальної філософії Інституту філософії РАН.
У 2003 році на запрошення Лондонської школи економіки та Університету графства Кент стажується у Великій Британії.
У 2004-2005 роках — головний редактор інформаційно-аналітичного журналу «Платне освіту» (в даний час «Якість освіти»).
У 2005 році захистив дисертацію на здобуття наукового ступеня доктора філософських наук за темою «Філософські проблеми сучасного соціально-антропологічного пізнання» (спеціальність 09.00.11 «Соціальна філософія»).
З 2009 року — науковий керівник недержавного вузу Академія комунікацій, де в 2011 р. організував факультет політичного консалтингу.
Навесні 2011 року по протекції Тетяни Юмашевої став провідним ідеологом партії «Правое дело», яку тоді очолював Михайло Прохоров.
У 2011 році виступив організатором некомерційного цивільно-політичного та експертного об'єднання «Гільдія дослідників», що припинила свою діяльність у тому ж році>.
В даний час — професор кафедри соціальної філософії та філософії історії філософського факультету МДУ імені М. В. Ломоносова.
За власним твердженням, у філософії його вабили Клод Леві-Строс, П'єр Бурдьє, Жан-Люк Нансі, Жиль Дельоз, Петер Слотердайк і Бруно Латур.
За переконаннями зараховує себе до «лівим консерваторам».
Автор близько 200 публікацій (2015).

## Наукові праці

### Монографії
- Сутінки глобалізації. Настільна книга антиглобалиста (автор-упорядник). М.: АСТ, 2004. ISBN 5-17-022175-4
- Ашкеров А. Ю. Соціальна антропологія: монографія : учеб.-метод. посібник нового покоління для подгот. фахівців з соціології. — М. : Market DS, 2005. — 605 с. (Університетська серія / Філос. фак. Моск. Держ. ун-ту ім. М. в. Ломоносова [та ін]).; ISBN 5-7958-0114-3
- Андрій Васнєцов: малюнки, живопис (автор, упорядник). М., 2006.
- Основи теорії політичних партій : навчальний посібник / [Ашкеров А. Ю. та ін]. — М. : Європа, 2007. — 263 с. (Серія "Политучеба"). ISBN 978-5-9739-0099-1
- Путиниада: Політичні нариси новітнього часу. М., Інститут влади, Культура, 2007. ISBN 978-5-902767-28-2
- По справедливості: есе про партійність буття. М., Європа, 2008. ISBN 978-5-9739-0156-1
- Ашкеров А. Ю. Экспертократия. Управління знаннями : виробництво та обіг інформації в епоху ультракапитализма. М. : Європа, 2009. — 129 с. (Политучеба). ISBN 978-5-9739-170-7
- Інтелектуали та модернізація. М., Європа, 2010. ISBN 978-5-9739-0198-1
- Нульова сума. Радянський і пострадянський товариства очима антрополога. М., Скименъ, серія «Бармаглот», 2011. ISBN 978-5-901574-88-1
- Сурковська пропаганда. Короткий курс. М., Скименъ, 2013. ISBN 978-5-4433-0003-0

### Інтерв'ю
- Філософія твориться тут і зараз // Вислизаючий світ. — М: МШПД, 2004.
- Нація — це постійний флеш-моб // Російський журнал. — М, 2007, березень.
- Сумбур замість Жижека // Акція. — М., 2007, квітень.
- Самобутність сьогодні — майже подвиг // Агентство політичних новин. — М., 2007, серпень.
- Соціальні нанотехнології // Кремль.орг. — М., 2007, серпень.
- Путін є у нас менеджером життєздатності // Російський журнал. — М, 2007, жовтень.
- Справедливість гарантується тією системою відносин, у справедливості якої можна засумніватися // Російський журнал. — М., 2008, квітень.
- Пачка маргарину, загорнутого в біло-синьо-червону обгортку // Російський журнал. — М., 2008, травень.
- «Філософія — це ризиковано» // Акція. — М., 2008, листопад.
- Опція для самурая // Лабораторія реклами. — М., 2009, № 4.
- Держава в мініатюрі // Російський журнал. — М., 2010, березень.
- «Ми намагалися вивести щастя з грошей» // Погляд.ру — М., 2011, листопад.
- «Хизуються свободою як новою шубою» // Погляд.ру — М., 2011, грудень.
- «Головним героєм стає свист» // Погляд.ру — М., 2011, грудень.
- Архаизация політики // Погляд.ру — М., 2012, січень.
- Pussy Riot — виворіт казенності // Погляд.ру — М., 2012, березень.
- Культура стає способом колонізації самих себе // Трибуна Громадської палати. — М., 2012, квітень.
- «Нас захопила провінційна переконаність у тому, що ніщо велике вже неможливо...» // Трибуна Громадської палати. — М., 2012, квітень.
- Потрібен новий духовний лідер // Погляд.ру — М., 2012, вересень.
- Нас врятує тільки астероїд // Еклектрики. — М., 2013, № 3.
- Таємна історія швидкості // Еклектрики. — М., 2013, № 4.
- Філософ Андрій Ашкеров: Сьогодні Путін прийшов до того, чого завжди хотів — зібрати розпалася імперію. [Архівовано 17 березня 2015 у Wayback Machine.] // Дощ, 12 серпня 2014. Перевірено 23.08.2014 р.

## Публіцистика
- Публікація в мережевий газеті «Погляд»
- Колонка на сайті «Ліберті»
- Публікації в журналі «Вітчизняні Записки» [Архівовано 17 січня 2006 у Wayback Machine.]
- Публікації в «Російському журналі» [Архівовано 14 серпня 2008 у Wayback Machine.]
- Публікації на сайті «Агентство політичних новин» [Архівовано 18 серпня 2016 у Wayback Machine.]
- Колонка на сайті «Трибуна Громадської палати»